# Латинска Америка
Латинска Америка е етнографско понятие, появило се през 19 век, чрез което се идентифицира регион на американския континент с мнозинство, говорещо езици, произлезли от латинския (главно испански или португалски, в по-малка степен френски).
Точното определяне на границите на региона е променливо. Във всички случаи влизат държави, чийто официален език е испански или португалски (Аржентина, Боливия, Бразилия, Венецуела, Гватемала, Доминиканска република, Еквадор, Ел Салвадор, Колумбия, Коста Рика, Куба, Мексико, Никарагуа, Панама, Парагвай, Перу, Уругвай, Хондурас и Чили). Някои включват френскоговорещи страни като Хаити, без да се вземат предвид културните аспекти, по същата причина и Белиз (англоговореща страна, но със силно присъствие на испанския език и култура), френскоговорещите регион на Канада, също се обсъжда., испаноезичните държави и владения на САЩ, особено Пуерто Рико и Американските Вирджински острови и френските владения на американския континент и Карибите (Гваделупа, Мартиника, Сен Бартелми, Сен Мартен и Френска Гвиана).
От трите езика, които определят Латинска Америка, испанският и португалският са преобладаващи, оставяйки френския като език само на 3% от населението на региона. Думата латино е разширено и се отнася до хората, представители на латиноамериканската култура.
Регионът обхваща повече от двадесет милиона квадратни километра площ, което съответства на приблизително 13,5% от сушата на планетата. Поради своите размери Латинска Америка има голямо географско и биологично разнообразие. В региона се срещат всички климатични условия в света и се намират множество животински и растителни видове. Освен това се срещат някои от най-големите реки в света и важни хранителни, енергийни и минерални ресурси, сред които се открояват неговите находища на нефт, мед, литий и сребро.
Терминът латински от културна гледна точка се отнася до европейските народи, чийто език и цивилизация произлизат от Латинска Европа, областта под римска власт, и които използват романски езици (Испания, Франция, Италия, Португалия, Румъния и някои региони на Белгия и Швейцария) и в допълнение към народите на други континенти, които споделят това културно наследство. В случая с американския континент регионите, които са били под колониалното управление на Испания, Португалия и Франция, са тези, в които тази латинска култура се е установила, смесвайки се с местни и субсахарски африкански влияния. Обявяването на независимостта и миграционните течения от 19 и 20 век допринасят милиони испански, португалски и италиански имигранти, които добавят повече елементи към латинския характер (особено в Аржентина, Уругвай и Бразилия). Среща се обаче и важно миграционно движение на лица, носещи други европейски, азиатски или африкански култури.
От очертаното може да се установи, че културната идентичност на Латинска Америка се състои от етноси, различни по произход: коренно, иберийски и субсахарски, а също и европейско като латински, германски, келтски, славянски и англосаксонски, и с влиянията от арабския свят, особено от Левант, Източна Азия (предимно от Китай и Япония).

## Концепция

### Етимология
Концепцията за понятието латинска Америка, за разлика от другата – англосаксонска Америка, е въведена от френския политик и икономист Мишел Шевалие в Писма за Северна Америка, книга, която той публикува през 1836 г. след пътуване през САЩ, Мексико и Куба, макар и без използването на израза Латинска Америка. Испано-американците започват да използват прилагателното латинска в същия смисъл в началото на 50-те години на ХХ век, като го предпочитат пред по-тясното прилагателно испано поради колониалистичната конотация, която този термин има за американците по онова време.
Първият автор, който комбинира думите Латинска и Амирка в един термин, е чилийският философ и политик Франсиско Билбао на 22 юни 1856 г. на конференция в Париж, в която чете своя текст Инициатива на Америка: Идея за Федерален конгрес на републиките. В текста той предлага създаването на конфедерация от републиките в региона като алтернатива за търсене на модел за развитие, който отчита характеристиките на населението и географията му, в допълнение към възможността да се изправя срещу чужди империалистически проекти. година по-късно колумбийският писател Хосе Мария Торес Кайседо също използва термина в стихотворението Двете Америки, публикувано в Париж, на 15 февруари 1857 г., където той потвърждава, че страните от региона трябва да се обединят, за да запазят своята територия и своя демократичен модел.

### Дефиниция
Изразът Латинска Америка има няколко различни употреби и конотации:
- В най-простия си смисъл Латинска Америка обикновено се отнася изключително до испаноезичните и португалскоговорещите страни на американския континент, включително Пуерто Рико, макар че е свободно присъединила се държава към САЩ. Това значение е синоним на Латинска Америка, но обикновено се счита за непълно, когато се изключват територии, които, без да са конкретно испаноезични или португалоезични, могат да се считат за повлияни от латинската култура.
- В по-общоприетото му значение изразът включва и френскоговорещите страни, тоест Хаити, френските отвъдморски територии в Америка и остров Клипертон. Според дефиницията на Кралската испанска академия Латинска Америка е съвкупност от американски държави, които са колонизирани от латинските държави, т.е. Испания, Португалия или Франция.[12] Според Паниспанския речник по-подходящо да се използва специфичният термин Испаноамерика или, ако е включена Бразилия, която е португалоезична държава, терминът Ибероамерика.[13]
- Друго по-малко прието значение включва и онези територии на Северна Америка, в които романските езици имат официален или преобладаващ характер, т.е. щатите Калифорния, Аризона, Невада, Ню Мексико, Тексас и Флорида, а също и испанско- и френскоговорещите територии на Квебек, Ню Брънзуик, Манитоба и Онтарио в Канада и Луизиана в САЩ.
- Вариант на предишния е включането на онези територии, които могат да се считат със значително присъствие на латинската културата, но като се изключат териториите, които са културно по-близки до англоамериканската култура. По този начин бившите северноамерикански територии със значително присъствие на испанския ще се включат, но френскоговорещите северноамерикански територии ще се изключат, тъй като са по-близки в културно отношение към англоамериканската култура, отколкото до латинската, въпреки езика. В този случай някои включват Белиз и Американските Вирджински острови, макар че официаният им език е английският, те имат силно присъствие на испанската и латинската култура.
- В международния геополитически жаргон е обичайно да се използва сложният термин Латинска Америка и Карибите за обозначаване на всички територии от Западното полукълбо, които се простират на юг от САЩ, включително Суринам и Гвиана.[14]

## Територии

### Суверенни държави
- Аржентина
- Боливия
- Бразилия
- Венецуела
- Гватемала
- Доминиканска република
- Еквадор
- Салвадор
- Колумбия
- Коста Рика
- Куба
- Мексико
- Никарагуа
- Панама
- Парагвай
- Перу
- Уругвай
- Хаити
- Хондурас
- Чили

Териториите, които могат да бъдат част от Латинска Америка, също са споменати според буквалната конотация на термина (територии, в които се говорят романски езици): провинциите Квебек и Ню Брънзуик в Канада; щатите Луизиана, Флорида, Калифорния, Тексас, Аризона и Ню Мексико в САЩ с Пуерто Рико, която е свободно присъединила се държава към САЩ; и френските територии на Френска Гвиана, Клипертон, Гваделупа, Мартиника, Сен Бартелми, Сен Мартен и Сен Пиер и Микелон.

### Зависими територии
- Гваделупа
- Квебек
- Мартиника
- Пуерто Рико
- Сен Бартелми
- Сен Мартен
- Сен Пиер и Микелон
- Френска Гвиана

Трябва да се отбележи, че някои латиноамерикански райони зависят от определени държави.
Един от тях е Пуерто Рико от 1898 г., който след войната между Испания и САЩ става зависим от тази северноамериканска държава. Пуерто Рико не успява да отстои своята независимост, каквато имат Куба и Филипините, които също са били част от испанския суверенитет. Пуерто Рико е испаноезичен остров. Той е юридически двуезичен, в смисъл, че и испанският, и английският са официални езици, като испанският е народният език, на който се говори от цялото население. Английският се преподава като втори език, въпреки че по-малко от 5% от населението е напълно двуезично.
Френска Гвиана, Гваделупа и Мартиника не са колонии на Франция, но са част от Франция, като отвъдморски департаменти. От друга страна, островните райони Сен Пиер и Микелон, Сен Бартелми и Сен Мартен са задгранични територии на Франция.

## История
Идеята за Латинска Америка се появява през 19 век и предполага, че регионът трябва да бъде дефиниран въз основа на европейски категории, по-специално латински. Следователно, строго погледнато, не може да има история на Латинска Америка преди 12 октомври 1492 г. Освен това и поради етногеографския характер на понятието, както местните, така и афроамериканските култури не са включени в концепцията. И накрая, от 1492 г. до наши дни, латинското присъствие на континента се променя географски и продължава да се променя по такъв начин, че територии, които преди няколко века са принадлежали на Латинска Америка, днес вече не принадлежат и обратно.

### Преди XVI век: Предколумбов период
- Педра Фурада, в Бразилия, археологически обект на възраст между 12 000 и 32 000 години
- Пещерни рисунки в Куева да лас Манос, Аржентина, около 7350 г. пр.н.е.
- Мачу Пикчу, в Перу, икона на архитектурата на империята на инките
- Тикал, в Гватемала, един от основните градове на империята на маите
- Теночтитлан, столица на империята на ацтеките

В доколумбовата Америка се развили стотици култури и десетки цивилизации по целия континент. Разглежданите високи доколумбови култури са възникнали в Мезоамерика и Андите. От север на юг може да назоват културите на ацтеки, толтеки, теотиуакан, сапотеки, олмеки, маи, чибча, каняри, моче, наски, чиму, инки и тиуанако. Всички те са разработили сложни системи за политическа и социална организация и са забележителни със своите художествени традиции и религии.
В останалата част на континента културното развитие е не по-малко важно, тъй като са усъвършенствани системи за управление на околната среда, като например в Амазонка, в Бени е открито едно от първите конституционни демократични общества като ауденосауни.
Сред преобладаващите етнически групи в Северна Америка са яки, сериси, апачи, мохикани, навахо, шайени, ирокези, ескимоси, сиукси, чичимеки и др.
Американските цивилизации откриват и изобретяват високо усъвършенствани културни елементи като календари, сложни системи за генетично подобрение като тази, която генерира царевица и картофи, антисеизмични строителни системи, както и майсторство в каменната зидария, обширни системи за управление на околната среда. Нови системи за писане, нови политически и социални системи, напреднала металургия и текстилно производство.
Много предколумбови народи практикували човешки жертвоприношения, ритуални изтезания и дори канибализъм; например това е показано в изкуството, като керамика от маите, изобразяваща извличането на детски сърца. С пристигането на испанците през 15 и 16 век те са забранени, въпреки че продължават да се практикуват тайно известно време в отдалечени райони.

### XVI–XVIII век: Колониален период
- Пристигането на Христофор Колумб в Америка през 1492 г.
- Първа среща между испанския военен Ернан Кортес и ацтекския император Моктесума II през 1519 г.
- Залавянето на Атауалпа при испанското завоевание на империята на инките през 1532 г.
- Селището Ору Прето, основано през 1711 г., за добив на злато от португалската империя в Бразилия
- Испанската и Португалската империя на американския континент през 1790 г.

Европейската колонизация на Америка започва в края на 15 век след пристигането на Христофор Колумб през 1492 г. с покровителството на Кастилската корона. Оттам Испанската империя, Португалската империя, Британската империя, Франция и Холандия завладяват, ограбват и колонизират някои територии и популации, които обитавали континента.
Испанската и Португалската империя са първите, които извършват завоевание и се заселват главно в Северна и Централна Америка и в района на Андите в Южна Америка (империите на ацтеките и инките, съответно). Испания е силата, която налага най-голямото колониално присъствие в Америка. Тя завладява двете велики империи, съществуващи в Америка по това време: в Северна Америка колонизира Ацтекската империя, в днешно Мексико, утвърждавайки се в нейните градове и оттам контролира голяма част от Централна Америка.
След убийството на Атауалпа, последният император на инките, през 1532 г. в Кахамарка, Испанската империя присвоява империята на инките, в днешните Перу, Панама, Колумбия, Еквадор, Боливия и Чили, установявайки се в градовете им.
От столицата на империята на инките, Куско, Перу, испанците завладяват и контролират целия район на Андите и тихоокеанското крайбрежие на Южна Америка от град Панама до Сантяго де Чили, централната област на днешно Чили. В Карибите доминира над цяла Куба, Еспаньола, Пуерто Рико, Ямайка, включително полуостров Флорида в рамките на своите карибски владения.
Португалската империя превзема по-голямата част от бреговата ивица на Атлантическия океан в северната част на Южна Америка, на която по-късно ще се простира Бразилия. Англия създава тринадесет колонии на северноамериканското крайбрежие на Атлантическия океан, в допълнение към някои карибски острови. Франция окупира днешна Френска Гвиана в Южна Америка (все още под нейно управление), Луизиана в Мексиканския залив, някои острови в Карибите и канадския регион Квебек. Холандия създава колонии в Южна Америка (Холандска Гвиана днес Суринам) и някои селища на Карибските острови (Нидерландските Антили и Аруба).

### XIX век: Борби за независимост и основаване на републиките
- Мигел Идалго и Костиля, бащата на мексиканската независимост
- Симон Боливар, лидерът на еманципацията в северната част на Южна Америка
- Хосе де Сан Мартин, лидерът на емацнипацията в южната част на Южна Америка
- Педро I Бразилски и IV Португалски, който провъзгласил бразилската независимост през 1822 г.
- Дати на независимост на различните латиноамерикански държави

Повечето от държавите в Латинска Америка постигат своята независимост от Испания, Португалия и Франция през 19 век, следвайки антиколониалното движение за независимост, възникнало в САЩ през 1776 г. През 1805 г. Хаити става независима държава от Франция; през 1809 и 1810 г. войните за независимост започват в испанските отвъдморски територии; докато Бразилия получава своята независимост относително мирно, като се създава суверенна монархия през 1821 година.
Политическата криза в Испания и окупацията на нейната територия от Франция през 1808 г. представляват две събития, които насърчават независимостта в Латинска Америка. В отговор на интронизирането на Жозеф Бонапарт в Испания между 1808 и 1810 г. са поставени правителствени съвети, които упражняват суверенитета преди френската окупация, както на полуострова, така и в задграничните владения. Разликите между европейска Испания и американските територии се засилват след тази криза, която окончателно отприщва испаноско-американските въоръжени движения за независимост. Въоръжената борба между американците и вицерегалските армии започва около 1810 г. в повечето испански владения.

### XX век–1990: Икономическо и социално отваряне и Студената война
- Аржентина е държавата с най-висок БВП на глава от населението в света през 1895 и 1896 г. Уругвай е през 1902 г.
- Европейски имигранти, пристигащи в Аржентина в края на 19 век
- Конвенцията от Агуаскалиентес, след Мексиканската революция, през 1914 г.
- Революционери на коне през 1959 г., след Кубинската революция
- Бомбардировка на двореца Ла Монеда, Сантяго де Чили, през 1973 г.

С получаването на своята независимост и консолидирането на своите републикански структури латиноамериканските страни се насочват към икономическото и социалното отваряне с останалия свят, тъй като вече не са обект на колонизация. По този начин, от една страна, се обмисля използването на ресурсите, които регионът има, и неговата привлекателност за икономиките на другите континенти, като се разглежда също и като новост привличането на международни частни капиталови инвестиции. Това носи, от една страна, начално икономическо подобрение, но в същото време – повторение на икономическия модел за доставка на суровини. В този контекст и предвид икономическия просперитет, налице е огромното привличане на европейски икономически имигранти, които търсят по-добри възможности извън пренаселената Европа и особено след Първата и Втората световна война, поради военните конфликти на Стария континент и фактически неутралността на латиноамериканските държави в такива сражения.
Световните войни носят със себе си и нови форми на мислене в идеологическата, политическата и икономическата сфера, които изкристализират на международно ниво в периода, известен като Студената война, която противопоставя капитализма срещу комунизма. Тази нова панорама благоприятства известна нестабилност в латиноамериканските страни, предизвиквайки бунтове, революции и държавни преврати в полза на едната или другата страна. Прецедент за това се случва през 1908 г. с Мексиканската революция, когато президентът Порфирио Диас обещава да напусне президентството, а бизнесменът Франсиско Мадеро стартира президентска кампания през 1910 г. Диас променя избора си и предотвратявайки социалистическата революция, арестува Мадеро на изборите и самият Диас е обявен за победител. Тези събития предизвикват бунтове, които бележат началото на Мексиканската революция. Типичният пример е Кубинската революция от комунистически характер и Карибската криза, точка на силно напрежение между двата блока в световната панорама на Студената война и която е могла да причини Трета световна война. По същия начин поредица от авторитарни правителства и военни режими се появяват един след друг на целия континент, до края на Студената война в световен мащаб, след падането на Берлинската стена през 1989 г. и разпадането на СССР през 1991 г., които съвпадат с край на военното правителство на Аугусто Пиночет в Чили през 1990 г.

### 1990–XXI век
С края на Студената война светът се отворя за важни промени на международно ниво, благоприятстващи икономическата и културна интеграция чрез глобализация и напредък в телекомуникациите. В Латинска Америка се формират политико-икономически блокове като Меркосур през 1991 г., Унасур през 2006 г., Селак през 2010 г. и Тихоокеанският алианс през 2011 г., които се присъединяват към предшествениците Латиноамериканската и карибска икономическа система (1975) и Латиноамериканската асоциация за интеграция (1980). Като остатък от регионалната студена война, по това време се появява социализмът на XXI век, насърчаван главно от правителството на Уго Чавес от Венецуела и повлиян от Куба и който е приветстван главно в страни като Еквадор, в правителството на Рафаел Кореа, и Боливия, с правителството на Ево Моралес, наред с други, ориентирани наляво, до отслабването ѝ през 2015 г., с боливарската миграционна криза.